# Anolis equestris
Espèce
Synonymes
- Deiroptyx equestris (Merrem, 1820)
- Deiroptyx equestris equestris (Merrem, 1820)
- Anolius rhodolaemus Bell, 1827
- Deiroptyx equestris thomasi (Schwartz, 1958)
- Deiroptyx equestris buidei (Schwartz & Garrido, 1972)
- Deiroptyx equestris juraguensis (Schwartz & Garrido, 1972)
- Deiroptyx equestris persparsus (Schwartz & Garrido, 1972)
- Deiroptyx equestris verreonensis (Schwartz & Garrido, 1972)
- Deiroptyx equestris potior (Schwartz & Thomas, 1975)
- Deiroptyx equestris cincoleguas (Garrido, 1981)
- Deiroptyx equestris brujensis (Garrido, 2001)
- Deiroptyx equestris cyaneus (Garrido & Estrada, 2001)
- Deiroptyx equestris sabinalensis (Garrido & Moreno, 2001)

Anolis equestris, l'Anolis chevalier, est une espèce de sauriens de la famille des Dactyloidae.

## Répartition
Cette espèce est originellement endémique de Cuba.
Elle a été introduite en Floride et à Hawaï aux États-Unis.

## Description

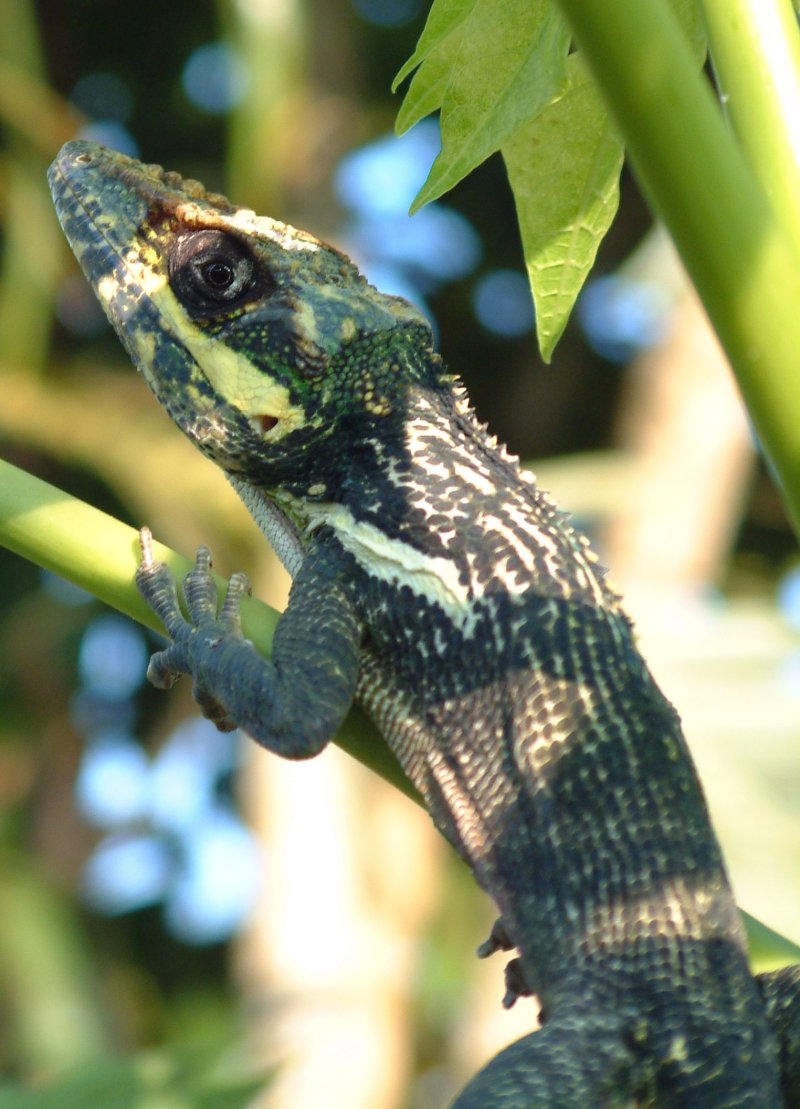
Deiroptyx equestris

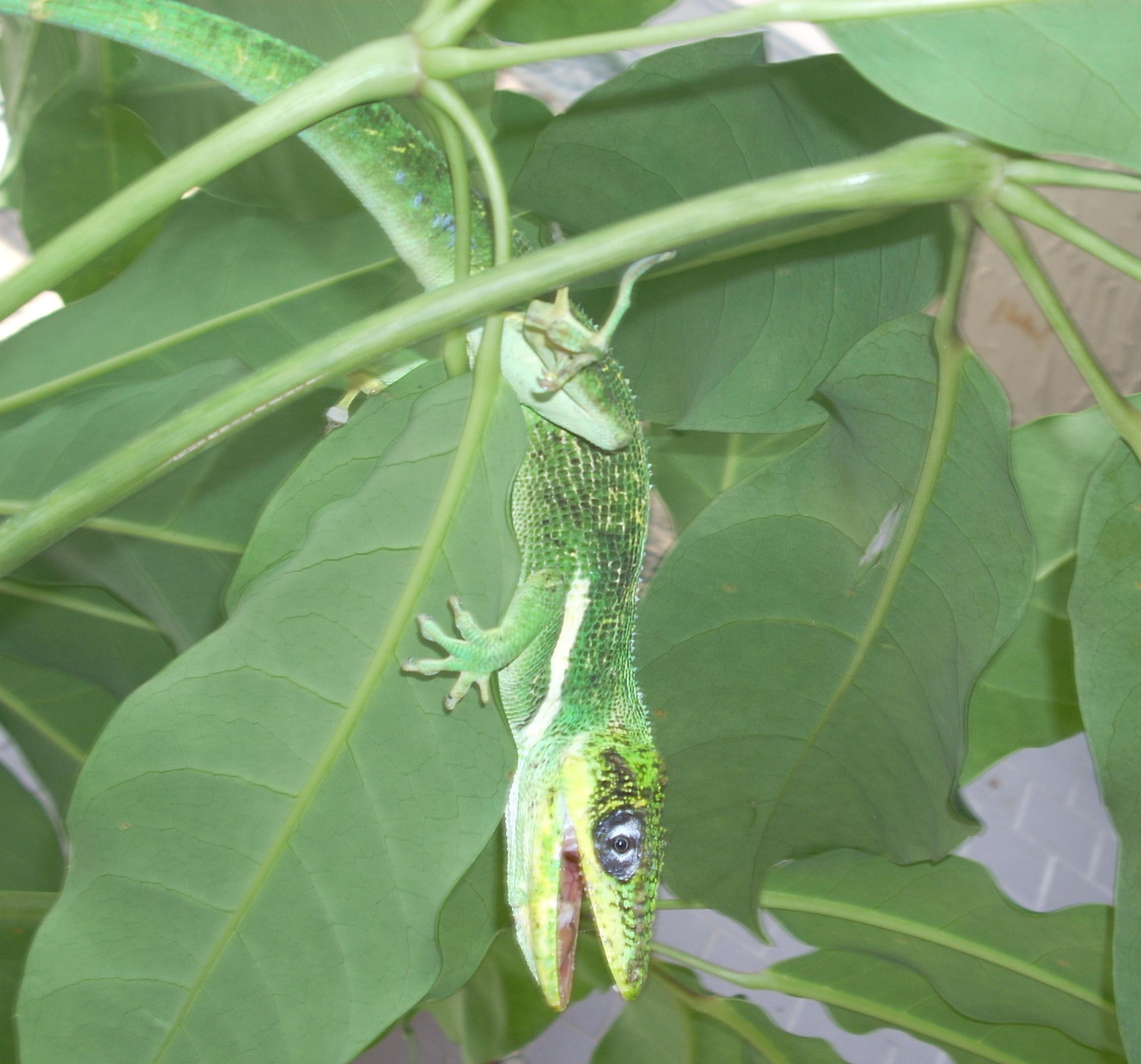
Deiroptyx equestris

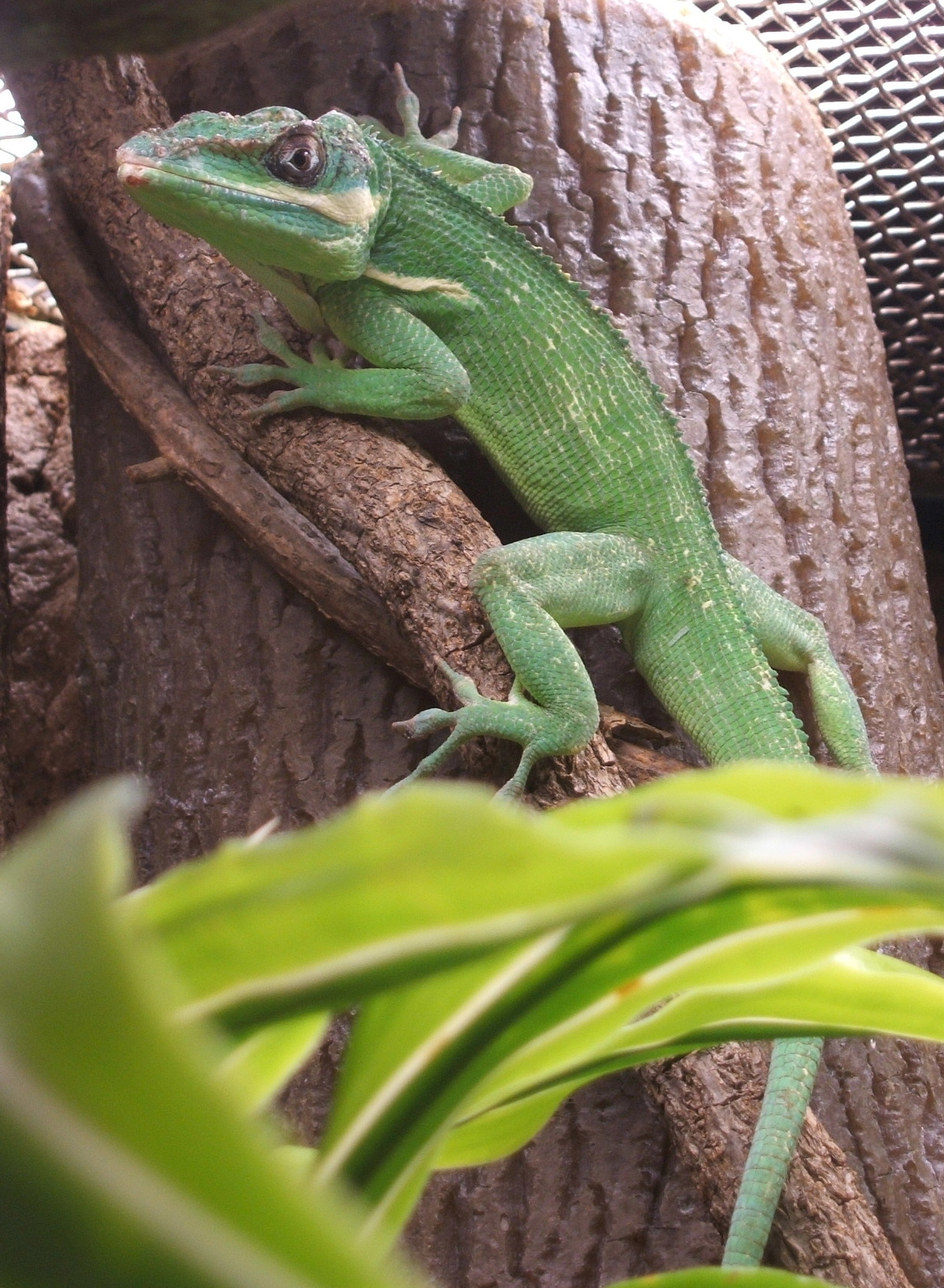
Deiroptyx equestris

C'est le plus grand représentant de la famille des Dactyloidae, pouvant atteindre 50 cm avec une queue faisait un tiers du corps. Il a un aspect élancé, avec une tête fine, longue, et un museau assez pointu. Les yeux sont proéminents. Ces lézards sont capables de sauter à des longueurs de l'ordre de 50 cm et en moyenne pèsent environ 50 g.

## Éthologie
C'est un animal diurne et arboricole, qui chasse divers insectes et autres arthropodes mais peut aussi chasser de petits reptiles et de petits mammifères.

## Liste des sous-espèces
Selon The Reptile Database (3 janvier 2013) :
- Anolis equestris brujensis Garrido, 2001
- Anolis equestris buidei Schwartz & Garrido, 1972
- Anolis equestris cincoleguas Garrido, 1981
- Anolis equestris cyaneus Garrido & Estrada, 2001
- Anolis equestris equestris Merrem, 1820
- Anolis equestris juraguensis Schwartz & Garrido, 1972
- Anolis equestris persparsus Schwartz & Garrido, 1972
- Anolis equestris potior Schwartz & Thomas, 1975
- Anolis equestris sabinalensis Garrido & Moreno, 2001
- Anolis equestris thomasi Schwartz, 1958
- Anolis equestris verreonensis Schwartz & Garrido, 1972

## Publications originales
- Garrido, 1981 : Nueva subespecie de Anolis equestris (Sauria: Iguanidae) para Cuba, con comentarios sobre la distribución y afinidades de otras poblaciones del complejo. Poeyana, no 232, p. 1-15.
- Garrido, Moreno & Estrada, 2001 : Subespecies nuevas de reptiles del complejo Anolis equestris (Lacertilia: Iguanidae) para los cayos Las Brujas y Sabinal, Archipelago deSabana-Camaguey, Cuba. Solenodon, vol. 1, p. 55-65.
- Merrem, 1820 : Versuch eines Systems der Amphibien I (Tentamen Systematis Amphibiorum). J. C. Krieger, Marburg, p. 1-191 (texte intégral).
- Schwartz, 1958 : A new subspecies of Anolis equestris from Eastern Cuba. Herpetologica, vol. 14, p. 1-7.
- Schwartz & Garrido, 1972 : The lizards of the Anolis equestris complex in Cuba. Studies on the fauna of Curaçao and other Caribbean islands, vol. 39, no 134, p. 1-86.
- Schwartz & Thomas, 1975 : A check-list of West Indian amphibians and reptiles. Carnegie Museum of Natural History Special Publication, no 1, p. 1-216.